# Közép-európai flóraterület
A közép-európai flóraterület az északi flórabirodalom (Holarktisz) tizenkét flóraterületének egyike. Átfogja a kelet-európai lombelegyes fenyveseket és a közép-európai lombos erdőket az eurázsiai–boreális flóraterület és a Mediterráneum között. A mediterrán, atlanti és kontinentális kölcsönhatások aránylag gazdag flórát hoztak létre.
A Kárpát-medencében és környékén az alábbi, erdészetileg fontos flóratartományokat különböztették meg:
- Pannonicum – jó közelítéssel a Kárpát-medence belső területei;
- Carpatikum – előbbitől északra és keletre a Kárpátok, beleértve Erdélyt is;
- Alpicum – az Alpok és annak erdős nyúlványai;

A szubmediterrán flóraterület Illiricum flóratartománya és a Pannonicum határvonala nem egyértelmű; egyes szerzők a Dél-Dunántúlt az Illiricumba számítják. Mások csak a Zákány-őrtilosi-dombvidéket és a Villányi-hegységet sorolják az Illiricumhoz, mint afféle szigeteket a Pannonicumban.